# Eulitina
L'eulitina és un mineral de la classe dels silicats. Va ser descoberta l'any 1827 a Schneeberg, Saxònia, Alemanya i va ser anomenada per August Breithaupt a partir de la paraula grega εύλυτος (eulytos) que significa "fàcil de fondre".

## Característiques
L'eulitina és un nesosilicat de fórmula química Bi₄(SiO₄)₃. Cristal·litza en el sistema isomètric en grans tetraèdrics de fins a 2 mm. La seva ratlla 
és blanca. La seva duresa a l'escala de Mohs és 4,5.
Segons la classificació de Nickel-Strunz, l'eulitina pertany a «9.AD - Nesosilicats sense anions addicionals; cations en [6] i/o major coordinació» juntament amb els següents minerals: larnita, calcio-olivina, merwinita, bredigita, andradita, almandina, calderita, grossulària, henritermierita, hibschita, hidroandradita, katoïta, goldmanita, kimzeyita, knorringita, majorita, morimotoïta, vogesita, schorlomita, spessartina, uvarovita, wadalita, holtstamita, kerimasita, toturita, momoiïta, eltyubyuïta, coffinita, hafnó, torita, thorogummita, zircó, stetindita, tombarthita-(Y), huttonita i reidita.

## Formació i jaciments
L'eulitina ha estat trobada en menes hidrotermals riques en bismut.
Existeixen jaciments d'eulitina als següents països: Alemanya, Austràlia, Àustria, Canadà, Estats Units, França, Japó, Nepal, Polònia, Regne Unit, República Txeca, Rússia, Tajikistan i la Xina. Als territoris de parla catalana ha estat trobada únicament a les mines de Costabona, situades a la localitat de Prats de Molló i la Presta, una comuna de la comarca del Vallespir, a la Catalunya del Nord.